# 志摩悦二郎
志摩 悦二郎（しま・えつじろう、1951年2月10日 - ）は、元NHKチーフアナウンサー。

## 人物
南国鹿児島県で生まれ後に東京へ移る。海城高等学校を経て武蔵大学卒業後、1975年入局。
36年近くにわたったアナウンサー生活の大半は北海道での勤務だった。これについて本人は公式プロフィールで「現役最長記録」としていた。初任地旭川を終の棲家とし、3度目の旭川転勤（2009年6月）は定年が近かったためで、志摩定年後の統括業務を担わせるため、アナウンサーの村上里和が2010年7月に札幌から移っている。2011年2月28日をもってNHKを定年退職した。2011年10月にCRI・中国国際放送局で日本語部専門家として勤務。現在は旭川市で音読教室を開催している。
趣味はウォーキング、パチンコ、カラオケなど。

## NHK在籍時代の担当番組
- 若狭盆のころ　ふるさと登場　～福井県大飯町～（福井時代、1985年）
- イブニングネットワーク旭川（1991年～1998年）
- ニュースクエスト（1992年度キャスター 毎月最終土18:10～18:40 道北向け）
- どうする旭川（旭川局特集番組）
- だいすき北海道 - キャスター[3]
- おはよう北海道土曜版（札幌局）
- ほっからんど212（札幌局。1997年6月から編責兼キャスター担当）
- 道南ニュースぱれっと
- 道南645（函館局）
- どどんと道南ラジオ

## 主な同期の現役アナウンサー
- 後藤繁榮（日本語センター専任）
- 桜井洋子（東京アナウンス室）
- 末田正雄（東京アナウンス室）
- 山下信（ラジオセンター）